# Integrovaný model myšlení
Integrovaný model myšlení (v anglickém originále Higher-order thinking skills, ve zkratce HOTS) je model myšlení obsahující tři oblasti: vědomostní základ, kritické myšlení a kreativní myšlení. Tento model zdůrazňuje, že myšlení není pouze souhrnem oddělených operací, ale že je interaktivním systémem zkonstruovaným především pro pedagogické účely. Cílem je naučit žáka efektivněji pracovat s informacemi a umět se orientovat ve světě pomocí kritického a kreativního myšlení.
Model byl vytvořen pedagogickými pracovníky na Státní univerzitě v Iowě v USA.

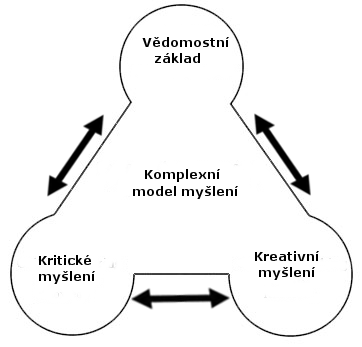
Grafické znázornění HOTS modelu představující oblasti myšlení a jejich vzájemné vztahy
Mezi jednotlivými oblastmi myšlení je silná interakce a není možné mezi nimi utvořit přesné hranice. Střed trojúhelníku je představen jako komplexní proces. Komplexní proces myšlení využívá přijímání a vybavování poznatků (vědomostní základ), jejich reorganizaci (kritické myšlení) a myšlení vyvíjející nové poznatky (kreativní myšlení).

Mezi jednotlivými oblastmi myšlení je silná interakce a není možné mezi nimi utvořit přesné hranice. Střed trojúhelníku je představen jako komplexní proces. Komplexní proces myšlení využívá přijímání a vybavování poznatků (vědomostní základ), jejich reorganizaci (kritické myšlení) a myšlení vyvíjející nové poznatky (kreativní myšlení).

## Vědomostní základ
Vědomostní základ sestává ze znalostí nabytých předešlým učením (accepted knowledge). Jeho funkcí je zvládnutí učebního obsahu – faktů, zásad, pravidel a zručností, které jsou nevyhnutelné pro fungování jedince ve společnosti. Z vědomostního základu vycházíme jako z nevyhnutelného procesu pro rozvíjení kritického a kreativního myšlení.
Do vědomostního základu v rámci HOTS modelu řadíme 3 složky:
- Řešení problému (Problem Solving)
- Projektování (Designing)
- Rozhodování (Decision Making)

## Kritické myšlení
Kritické myšlení je nezávislé myšlení, jehož cílem je prohlubování již získaných znalostí a jejich kritický rozbor. Výchova ke kritickému myšlení je záměrný, cílevědomý a dlouhodobý proces. Kritické myšlení není vrozené, ale je možné jej činností rozvinout.
Žákům se v dnešní době prostřednictvím informačních technologií naskýtá celá řada možností získání nových informací. Díky tomu je potřebný zásah pedagogů, aby žáky naučili správně k těmto informacím přistupovat, uměli předkládaná fakta selektovat a správně zhodnotit. Z tohoto hlediska je důležitá výchova ke kritickému myšlení. Kritické myšlení předpokládá určitou dávku pokory a schopnosti myslet čistě, přesně, a pokud je to možné jednat na základě svých znalostí.
V oblasti pedagogiky zdůrazňujeme některé zásady jako předpoklad úspěšného rozvoje kritického myšlení, např. kritické myšlení je možné rozvíjet v každém věku a je možné ho rozvíjet ve všech předmětech. Kritické myšlení pomáhá žákovi odkrývat souvislosti v učivu a vést ho k samostatným závěrům.
Mezi kritické myšlení v rámci HOTS modelu řadíme 3 složky:
- Analýza (Analyzing) tj. rozdělení celku na menší části, se kterými je možné pracovat.
- Hodnocení (Evaluating) tj. posuzování něčeho dle standardu. Hodnocení je vyjádřením vlastního postoje, kde dominují osobní implicitně vyjádřené důvody.
- Propojování (Connecting) tj. vytváření nových nebo obnovených vztahů mezi porovnávanými předměty a vztahy mezi příčinami.

### Čtením a psaním ke kritickému myšlení
Čtením a psaním ke kritickému myšlení (anglicky Reading and Writing for Critical Thinking, ve zkratce RWCT) je název vzdělávacího programu, který upřednostňuje přímé prožití učebních činností a jejich následnou analýzu pomocí nejrůznějších technik, metod a strategií. Cílem programu je u žáků rozvinout tvořivé, intuitivní a nezávislé myšlení. Při vyučování čtení a psaní se vytvářejí předpoklady pro rozvoj abstraktního slovního myšlení a pro chápání vlastních myšlenkových
pochodů. Jejich dalšímu rozvoji napomáhá poznávání spisovné řeči a mluvnice.
Program vychází z modelu E-U-R.

### E-U-R
Základem programu RWCT je třífázový modelu procesu učení – E-U-R (E=evokace, U=uvědomění si významu nových informací a R=reflexe).
- Evokace je první fází procesu učení. Dochází zde k vybavení a utřídění informací.
- Uvědomění si významu nových informací je druhou fází učení. Tato fáze je fáze učení, expozice a fixace učební látky. Žáci přiřazují nové informace přicházející z vnějšího okolí do již utřízených informací z předešlé fáze.
- Reflexe je třetí fází procesu učení. Žák zde díky předchozím dvěma fázím formuluje svůj nový obraz tématu nebo problému.[9]

## Kreativní myšlení
Kreativní myšlení je produktivním stylem myšlení odrážejícím se v činnosti člověka. Psychologie považuje za kreativní myšlení takové myšlení, které je originální, správné, aplikovatelné a přínosné. Tvořivé myšlení je divergentním procesem, který směřuje od přijímání poznatků přes jejich reorganizaci k vytvoření nového poznatku. Jeho výsledkem je hned několik myšlenek nebo nápadů. Opakem divergentního myšlení je myšlení konvergentní (tedy směřující pouze k jedné myšlence či nápadu). Rozvoj kreativního myšlení je jedním ze základních předpokladů uplatnění žáků v životě.
Rysy vymezující kreativní osobnost jsou: tolerance vůči dvojznačnosti, stimulační svoboda, funkční svoboda, flexibilita, ochota riskovat, preference zmatku, prodleva uspokojení, oproštění od stereotypu sexuálních rolí, vytrvalost a odvaha. Naopak překážkami v kreativním myšlení mohou být například: kritická povaha, špatná tělesná kondice, strach, netvůrčí způsob řešení konfliktů, vysoce vyvinuté superego, konzervativní zvyklosti, myšlenková nepružnost, neschopnost změnit úhel pohledu, pesimismus, časová tíseň a další.
Mezi kreativní myšlení v rámci HOTS modelu řadíme 3 složky:
- Syntéza (Synthesizing) tj. kombinování částí do nových celků.
- Elaborace (Elaborating) tj. další rozvíjení nové myšlenky.
- Imaginace (Imagining) tj. náhlé vnuknutí myšlenky.